# Солана Бийч (град, Калифорния)
Солана Бийч (на английски: Solana Beach) е град в окръг Сан Диего, щата Калифорния, САЩ. Солана Бийч е с население от 12979 жители (2000) и обща площ от 9,3 km². Намира се на 22 m надморска височина. ЗИП кодовете му са 92075, а телефонният му код е 858.